# Жараспай
Жараспай (каз. Жараспай, Жарасбай) — село в Нуринском районе Карагандинской области Казахстана. Административный центр и единственный населённый пункт Жараспайского сельского округа. Код КАТО — 355243100.

## Население
В 1999 году население села составляло 1172 человека (591 мужчина и 581 женщина). По данным переписи 2009 года, в селе проживало 599 человек (294 мужчины и 305 женщин).